# Spune-mi
Spune-mi (pol. Powiedz mi) – singel rumuńskiej piosenkarki Roxen. Kompozycja została wydana 13 maja 2020 roku.
Po wydaniu piosenka odniosła komercyjny sukces w Rumunii. Kompozycja znalazła się na 1. miejscu listy Airplay 100, najczęściej odtwarzanych utworów w rumuńskich rozgłośniach radiowych.

## Powstanie utworu i historia wydania
Utwór skomponowali Florian Rus, Roxen i Viky Red. Za produkcję odpowiada Viky Red.
Singel ukazał się w formacie digital download 13 maja 2020 globalnie za pośrednictwem wytwórni płytowej Global Records. Dodatkowo przed premierą wydano kilka remiksów i wersja na żywo zagrana na fortepianie.

## „Spune-mi” w stacjach radiowych
Nagranie było notowane na 1. miejscu w zestawieniu Airplay 100, najczęściej odtwarzanych utworów w rumuńskich rozgłośniach radiowych. Utwór zajął także 1. miejsce na takiej samej liście, tyle że publikowanej przez organizację Media Forest. Kompozycja dotarła również na 2. miejsce w zestawieniu najczęściej odtwarzanych teledysków w rumuńskich stacjach telewizyjnych.

## Teledysk
Do utworu powstał teledysk wyreżyserowany przez San Antona, który udostępniono w dniu premiery singla za pośrednictwem serwisu YouTube. Do 4 lipca 2023 klip odtworzono ponad 17 milionów razy.

## Lista utworów
- Digital download[3]

1. „Spune-mi” – 3:13

- Digital download (Wersje alternatywne)[4]

1. „Spune-mi” (Manda Remix) – 3:35
2. „Spune-mi” (Andrew S & Razvan Mesesan Remix) – 3:30
3. „Spune-mi” (Adrian Funk X OLiX Remix) – 2:44
4. „Spune-mi” (NEON Remix) – 3:03
5. „Spune-mi” (Deejay Killer & Koss Remix) – 3:48
6. „Spune-mi” (Asher Remix) – 4:11
7. „Spune-mi” (Piano Version) – 3:27

## Notowania

### Pozycje na listach airplay
| Kraj     | Lista (2020)            | Najwyższa pozycja |
| -------- | ----------------------- | ----------------- |
| Mołdawia | Moldova Airplay Top 100 | 13                |
| Rumunia  | Airplay 100             | 1                 |
| Rumunia  | Romania Radio Airplay   | 1                 |
| Rumunia  | Romania TV Airplay      | 2                 |
| WNP      | Tophit Radio Hits       | 353               |